# Углов, Никита Сергеевич
Никита Сергеевич Углов (род. 11 октября 1993) — российский легкоатлет, специализирующийся в беге на средние дистанции.

## Карьера
Лёгкой атлетикой начал заниматься в липецкой СДЮШОР № 5. Тренируется у И. А. Непомнящей.
Первым крупным стартом Никиты стали летние юношеские Олимпийские игры 2010, где в эстафете он стал серебряным призёром.
На юниорском чемпионате Европы он стал двукратным вице-чемпионом — на дистанции 400 метров и в эстафете 4×400 м.
Через два года на молодёжном чемпионате Европы он стал бронзовым призёром на 400-метровке и чемпионом в эстафете 4×400 м.

## Личные рекорды
Свой личный рекорд на 400-метровке — 45,53 с — установил 24.07.2014 года в Казани, где стал вице-чемпионом России.